# Tombe la neige
«Tombe la neige» (с фр. — «Падает снег») — песня на французском языке бельгийского автора-исполнителя Сальваторе Адамо (1963), вошедшая в его сингл 1963/1964 годов.

## История
На LP впервые вышла в 1964 году «Adamo LP, 1964», фирма La voix de son maître.
Песня стала «визитной карточкой» автора, исполнявшего её не только с оригинальным французским текстом, но и со словами на разных других языках.
Японское издание, выпущенное в виде сингла в 1971 году, было продано в количестве 475 тысяч экземпляров и входит в двадцатку бестселлеров зарубежных исполнителей на японском музыкальном рынке.
Исполнял песню на гастролях в СССР в 1972 году (Москва, Ленинград).
В СССР песня впервые вышла на диске фирмы Мелодия «Звёзды эстрады» в 1974 году.

## Описание
Лирическая песня о грусти и сравнении падающего снега и холода с разлукой и одиночеством.
Начинается со слов:

 Tombe la neige, tu ne viendras pas ce soir … (Падает снег, ты не придёшь этим вечером …) 

## Версии
Существуют и русские версии песни с разными текстами, например, в исполнении Муслима Магомаева (текст Л. Дербенёва), Эмиля Горовца, Валерия Леонтьева (текст Д. Иванова).
Запись песни в исполнении югославской певицы Радмилы Караклаич звучит сразу на двух языках: итальянском и русском. Песня была записана и рядом других исполнителей — так, в 1964 году аранжировка «Tombe la neige» стала первым хитом юной турецкой певицы Ажды Пеккан.
В 2011 году в программе «En français» («По-французски») её спел Олег Погудин.